# سارا گلاسر
سارا گلاسر (انگلیسی: Sarah Glaser؛ زادهٔ november ۱۸, ۱۹۶۱ (۶۳ سال)) ورزشکار اهل ایالات متحده آمریکا است.
وی در مسابقات کشوری و بین‌المللی در مجموع برندهٔ ۱ مدال نقره شده‌است.